# کلم (آیووا)
کلم (به انگلیسی: Klemme) شهری در ایالت آیووا کشور ایالات متحده آمریکا است که جمعیت آن در سرشماری سال ۲۰۱۰ میلادی، ۵۰۷ نفر بوده‌است.